# Neptis mildbraedi
Neptis mildbraedi är en fjärilsart som beskrevs av M.Gaede 1915. Neptis mildbraedi ingår i släktet Neptis och familjen praktfjärilar. Inga underarter finns listade i Catalogue of Life.